# 데이비드 셜킨

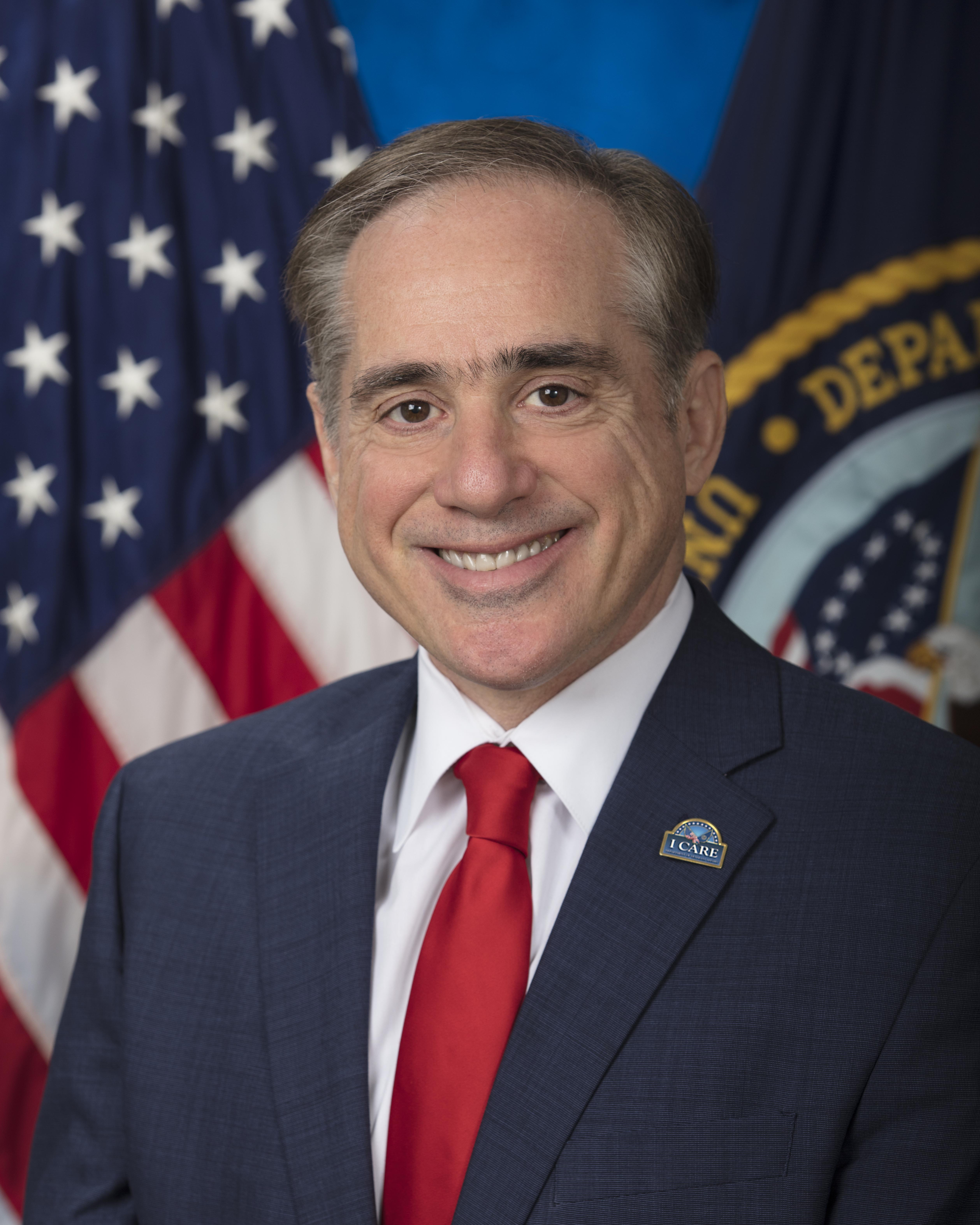
2017년 공식 초상화

데이비드 셜킨(David Shulkin, 본명: David Jonathon Shulkin, 1959년 7월 22일 ~ )은 미국의 의사이자 전직 정부 관리이다. 2017년 셜킨은 미국의 제9대 보훈부 장관이 되어 도널드 트럼프 대통령 밑에서 근무했다. 그는 버락 오바마 대통령이 임명한 2015년부터 2017년까지 보훈부 차관을 역임했다. 2018년 3월 28일 트럼프 대통령은 트윗을 통해 셜킨을 자신의 직위에서 해고하고 로니 잭슨 대통령의 의사가 셜킨의 후계자로 지명될 것이라고 발표했지만, 잭슨의 지명은 백악관에서 복무하는 동안 위법 행위와 경영 부실 혐의가 드러난 후 2018년 4월 26일 철회되었다. 그 뒤를 이어 로버트 윌키 국방부 차관이 뒤를 이었다.